# Guardie e ladri
Guardie e ladri är en italiensk dramakomedi från 1951 i regi av Mario Monicelli och Stefano Vanzina.

## Roller (urval)
- Totò – Ferdinando Esposito
- Aldo Fabrizi – Lorenzo Bottoni
- Pina Piovani – Donata
- Carlo Delle Piane – Libero Esposito
- Ernesto Almirante – Carlo Esposito
- Gino Leurini – Alfredo
- Ave Ninchi – Giovanna
- Rossana Podestà – Liliana Bottoni
- Aldo Giuffrè – Amilcare
- William Tubbs – Locuzzo
- Pietro Carloni – kommissarien